# قانون إعادة الاستثمار المجتمعي
قانون إعادة الاستثمار المجتمعي، هو قانون فدرالي في الولايات المتحدة أعد لتشجيع البنوك التجارية وجمعيات الادخار على المساعدة بتلبية حاجات المقترضين في كل قطاعات مجتمعاتهم، بما فيها الأحياء منخفضة ومتوسطة الدخل. أقر الكونغرس القانون عام 1977 بتقليل الممارسات الائتمانية المميزة ضد الأحياء منخفضة الدخل، عرفت هذه الممارسات باسم الخطوط الحمراء.
يعطي القانون التعليمات للوكالات الاتحادية الرقابية المالية المختصة بتشجيع المؤسسات المالية النظامية على المساعدة في تلبية الحاجات الائتمانية للمجتمعات المحلية المشرعة للعمل فيها، وتطبيق القانون بما يتوافق مع عملية آمنة وسليمة (الفقرة 802)، وتشجيع الوكالات التنظيمية الاتحادية على تفتيش المؤسسات البنكية لمعرفة امتثالها لقانون إعادة الاستثمار المجتمعي، وأخذ هذه المعلومات بعين الاعتبار عند قبول طلبات افتتاح فروع بنكية أو عمليات الدمج والاستحواذ. (الفقرة 804).

## التطبيق
سعى قانون إعادة الاستثمار المجتمعي CRA لعام 1977 لمعالجة التمييز في القروض الممارسة على أفراد وشركات في مناطق دخل منخفض أو متوسط. ينص القانون على أن كل المؤسسات البنكية التي تتلقى تأمين المؤسسة الاتحادية للتأمين على الودائع FDIC يجب أن تقوم الوكالات البنكية الاتحادية بتقييمها لتحديد ما إذا كان البنك يوفر القروض (في شكل متوافق مع أمن وسلامة العملية تبعًا للفقرة 802 ب والفقرة 804 '1') في كل المجتمعات التي يشرع له العمل فيها. ولا يضع القانون معايير محددة لتقييم أداء المؤسسات المالية، بل يوجه بأن عملية التقييم يجب أن تشمل الوضع والسياق الخاص بكل مؤسسة. تفرض اللوائح التنظيمية الاتحادية سلوك الوكالة في تقييم امتثال البنك في خمسة مجالات تنفيذ تشمل اثنا عشر معامل تقييم. وينتهي هذا التفتيش في تقدير وتقرير مكتوب يصبح جزءًا من السجل الرقابي للبنك.
ويؤكد القانون على أن نشاطات المؤسسات في إعادة الاستثمار المجتمعي يجب أن تتم بحالة آمنة وسليمة، ولا يتطلب من المؤسسات إجراء قروض ذات خطورة عالية قد تؤدي إلى خسارة للمؤسسة. تأخذ الوكالات التنظيمية البنكية بعين الاعتبار سجل امتثال المؤسسات لقانون إعادة الاستثمار المجتمعي عندما تسعى المؤسسة للتوسع عن طريق الدمج أو الاستحواذ أو إنشاء الفروع، ولا يفرض القانون أي عقوبات أخرى على عدم الامتثال له.

### اللوائح التنظيمية
إن ذات الوكالات البنكية المسؤولة عن الرقابة على مؤسسات الودائع هي أيضًا نفسها الوكالات التي تجري التفتيش عن الامتثال لقانون CRA. وهذه الوكالات هي نظام الاحتياطي الاتحادي FBR والمؤسسة الاتحادية للتأمين على الودائع FDIC ومكتب مراقب العملة OCC. وفي عام 1981 قام كل بنك احتياطي اتحادي لتحقيق أهداف قانون CRA بتأسيس مكتب شؤون المجتمع للعمل مع المؤسسات البنكية ومع العامة في تحديد الحاجات الائتمانية ضمن المجتمع وطرق معالجة هذه الحاجات.
إن تطبيق قانون CRA عن طريق هذه الوكالات المالية الرقابية يشرعه العنوان 12 من قانون اللوائح التنظيمية الاتحادي CFR، الفقرات 25 و 228 و 345 و563 e مع إضافة الفقرة 203 لأنها ترتبط بأقسام من قانون الإفصاح عن الرهن العقاري HMDA.
| الجدول 1: الوكالات الاتحادية وما يرتبط من قانون اللوائح التنظيمية الاتحادي CFR بقانون CRA |                                                                   |
| الوكالة الرقابية المالية الاتحادية                                                        | قانون اللوائح الاتحادي CFR                                        |
| مكتب مراقب العملة OCC                                                                     | العنوان 12، الفقرة 25 وما تلاها                                   |
| نظام الاحتياطي الاتحادي FRB                                                               | العنوان 12، الفقرة 228 وما تلاها العنوان 12، الفقرة 203 وما تلاها |
| المؤسسة الاتحادية للتأمين على الودائع FDIC                                                | العنوان 12، الفقرة 345 وما تلاها                                  |

ينسق مجلس التفتيش على المؤسسات المالية الاتحادية FFIEC المعلومات بين الوكالات عن قانون CRA. وتتوفر المعلومات عبر موقع المجلس على الإنترنت للعامة حول تقييمات CRA للمؤسسات البنكية الفردية التي وضعتها المؤسسات الثلاث FRB و FDIC و OCC، وقد جُعلت هذه التقييمات متوفرة للعامة في عهد إدارة الرئيس كلنتون لتمكين العامة من المشاركة والتعليق على تنفيذ قانون CRA.
وبالإضافة إلى وجود الإطار التنظيمي القانوني، يقوم المفتش العام لكل وكالة رقابة مالية اتحادية بمراجعات منتظمة للحسابات لأي تغييرات تنظيمية تحدث لمعرفة ما إذا كانت الأهداف المرجوة تتحقق.

## التاريخ
أقر القانون الأصلي الكونغرس الأمريكي الخامس والتسعون ووقع عليه الرئيس جيمي كارتر في 12 تشرين الأول 1977 (Pub.L. 95-128, 12 U.S.C. ch. 30)، وقد أُقر نتيجة ضغط وطني لمعالجة الأوضاع المتدهورة للمدن الأمريكية، وخصوصًا أحياء الأقليات والأحياء ذات الدخل المنخفض.
قاد النضال الوطني لإقرار القانون ناشطون مجتمعيون مثل جالي سينكونتا من مؤسسة العمل الشعبي الوطني في شيكاغو، ولاحقًا لتنفيذ هذا القانون؛ أقرت عدة مراجعات تشريعية وتنظيمية منذ ذلك الوقت.

### القانون الأصلي
تبع قانون CRA قوانين مشابهة أقرت لتخفيض التمييز في أسواق الائتمان والإسكان ومن هذه القوانين قانون الإسكان العادل 1968 وقانون الفرص الائتمانية المتساوية 1974 وقانون الإفصاح عن الرهن العقاري 1975 HMDA. يمنع القانونان الأوليان التمييز على أساس العرق أو الجنس أو غيرها من الخصائص الشخصية. ويتطلب القانون المذكور آخرًا من المؤسسات المالية أن تفصح للعامة عن إقراض الرهن العقاري وبيانات التقديم. وعلى عكس هذه القوانين، يسعى قانون CRA لضمان تزويد جميع أجزاء المجتمع بالقروض، بغض النظر عن الغنى أو الفقر النسبي للحي.
قبل أن يقر القانون كانت القروض المتوفرة للأحياء منخفضة ومتوسطة الدخل في حالة قصور، وفي تقرير لعام 1961، وجدت البعثة الأمريكية للحقوق المدنية أن المقترضين الأفارقة الأمريكيين يطلب منهم القيام بدفعات أولى أعلى قيمة ويوضع لهم برامج سداد أسرع، كما وثقت رفضًا شاملًا لإقراض مناطق معينة (سياسة الخطوط الحمراء).
يعود أصل الادعاءات بممارسة سياسة «الخطوط الحمراء» مع بعض الأحياء إلى إدارة الإسكان الاتحادية في الثلاثينيات، حيث استخدمت كينونات عامة وخاصة «خرائط الأمن السكني» التي أعدتها مؤسسة قروض مالكي المنازل HOLC لإدارة الإسكان الاتحادية لسنوات لاحقة لحجب رأس مال الرهن العقاري عن أحياء تعتبر 'غير آمنة'. أما العوامل المساهمة في نقص الإقراض المباشر في المجتمعات منخفضة ومتوسطة الدخل فكانت السوق الثانوية المحدودة للرهن العقاري ومشاكل بالمعلومات تتعلق بنقص التقييمات الائتمانية للمقترضين ذوي الدخل المنخفض، وقلة التنسيق بين الوكالات الائتمانية.
وفي نقاش في الكونغرس حول القانون، اتهم النقاد أن القانون سيخلق أعباء تنظيمية غير ضرورية. وكاستجابة جزئية لهذه المخاوف، ضمن الكونغرس تفاصيل تقادمية ووجه الوكالات التنظيمية البنكية ببساطة للتأكد من أن البنوك والجمعيات الادخارية تخدم الحاجات الائتمانية لمجتمعاتهم المحلية بشكل آمن وسليم. وقد قامت المجموعات الاجتماعية ببطء بالاستفادة من حقوقها بموجب القانون لتقوم بالشكوى على تطبيق تعليمات القانون التنظيمية.

### تاريخ المراجعة التشريعية
يدرج الجدول المخفي في الأسفل أفعال الكونغرس التي أثرت مباشرة على قانون إعادة الاستثمار المجتمعي. تظهر في الجدول السنوات التي تمت فيها المراجعات بخط عريض قبل القوانين العامة التي سنتها، وقد تزود روابط «التقنين» و«ملاحظات القسم» بمعلومات إضافية عن التغييرات التشريعية أيضًا.

### التغييرات التشريعية 1989
سن قانون إصلاح ونهوض المؤسسات المالية ونفاذها FIRREA الكونغرس المئة وواحد ووقعه الرئيس جورج بوش، في أعقاب أزمة القروض والادخار في الثمانينيات، وكجزء من الإصلاح اللاحق العام للصناعة البنكية، أضاف قانون FIRREA الفقرة 807  (12. U.S.C. § 2906) إلى بنود قانون CRA في مساع لتحسين الناحية المتعلقة بتفتيش مؤسسات تأمين الودائع.
وتتطلب اللغة الجديدة من الوكالة التنظيمية الاتحادية المختصة تحضير تقييم مكتوب بعد إنهاء تفتيش سجل المؤسسة في تلبيتها لحاجات مجتمعها الكامل، بما فيها أي أحياء منخفضة أو متوسطة الدخل.
تقسم هذه التقارير المكتوبة إلى أجزاء منفصلة، أحدها سري، ما يسمح للمؤسسة الخاضعة للتقييم بالإبقاء على وحدة معلومات أملاكها والمعلومات الشخصية، وبنفس الوقت تسمح بجمع بدايات قواعد البيانات المرتبطة؛ والقسم الآخر يتاح للعامة بقصد زيادة الوصول ومراقبة عمليات التفتيش وفق معايير التقارير العامة.
أما القسم العام فيقدم نظام تقييم لفحص تطبيق قانون CRA من أربعة تصنيفات مع مستويات أداء وهي 'ممتاز' و'مقنع' و'يحتاج التحسين' و'عدم توافق كامل'، وكل منها يدعم بملخص مكتوب عن الحجج التقييمية للوكالات باستخدام أي حقائق لدعم الاستنتاجات.
ووفقًا لبين بيرنانكي فإن هذا القانون زاد إمكانية مجموعات الدفاع والباحثين وغيرهم من المحللين من «تنفيذ تحليلات كمية وأكثر دقة لسجلات البنوك، مؤثرة بذلك على سياسات الإقراض في البنوك». ومع مرور الوقت أسست المجموعات المجتمعية والمؤسسات غير الربحية «شراكات أكثر رسمية وإنتاجية مع البنوك».